# Schlacht im Faubourg Saint-Antoine

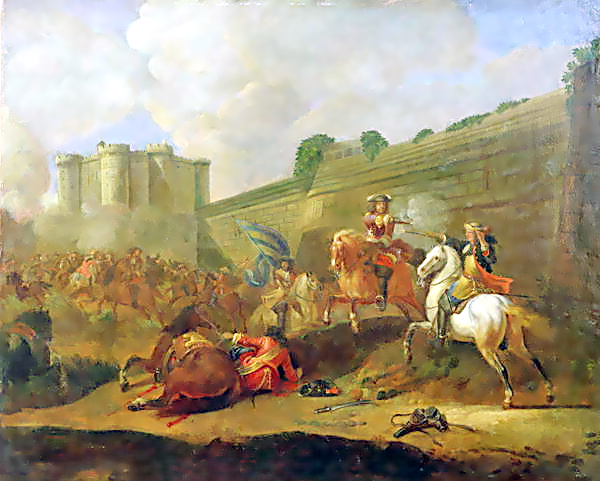
Eine zeitgenössische Darstellung der Schlacht im Faubourg Saint-Antoine unterhalb der Mauern der Bastille im Jahr 1652

Die Schlacht im Faubourg Saint-Antoine fand im Pariser Vorort Saint-Antoine etwas außerhalb der Bastille am 2. Juli 1652 während der Fronde zwischen der königlichen Armee unter dem Kommando des Vicomte de Turenne und den Truppen der Fronde unter dem Kommando des Prince de Condé statt.
Turenne verfügte über 8000 Mann, Condé über 6000, es wurden auf jeder Seite 1500 Mann verwundet oder getötet.

## Vorgeschichte
Zwischen 1650 und 1653, während der Fronde der Prinzen kontrollierte Condé einen großen Teil von Paris, da er sich mit dem Parlement de Paris verbündet hatte, das sich in offener Rebellion gegen die Krone befand. Der französische König Ludwig XIV. war erst vor kurzem volljährig geworden, und Condé behauptete immer noch, dass der schädliche Einfluss von Kardinal Mazarin ihn unfähig zum Regieren mache.

## Verlauf der Schlacht
Condé war aus Paris aufgebrochen, um den Vormarsch der royalistischen Streitkräfte unter dem Kommando Turennes zu verhindern. Dann wurden aber die Streitkräfte Condés an der Stadtmauer und der Porte Saint-Antoine eingeschlossen, die das Parlement nicht öffnen wollte; sie gerieten so unter immer heftigeren Beschuss der royalistischen Artillerie, die Lage sah kritisch aus.
Das Régiment de La Marine wurde geschlagen, als es trotz der Barrikaden und trotz des gegnerischen Feuers aus den Häusern in die Rue de Charonne eindrang, wobei sein Oberstleutnant Paul Jules Mancini, der 15-jährige Neffe des Kardinals, ebenso wie eine große Anzahl von Offizieren getötet wurde.
Während der dreizehnjährige König mit seiner Mutter und Kardinal Mazarin den Kampf von der Höhe von Charonne aus beobachten, überredete der Comte de Fiesque, den Condé geschickt hatte, um auf seine verzweifelte Lage hinzuweisen, Anne-Marie-Louise d’Orléans (la Grande Mademoiselle), die Tochter von Gaston d’Orléans, ihren Vater dazu zu bringen, den Pariser Streitkräften den Befehl zum Handeln zu geben. Daraufhin wurde die Porte Saint-Antoine geöffnet, sodass sich Condés Armee sicher zurückziehen konnte, während der Kommandant der Bastille die Kanonen der Festung gegen Turennes Armee richtete, was den königlichen Truppen schwere Verluste zufügte.
Ein Teil der getöteten Soldaten der Truppen beider Seiten wurden auf dem Cimetière Sainte-Marguerite beerdigt.
Im Oktober 1652 wurde Condé schließlich gezwungen, Paris den royalistischen Streitkräften zu übergeben, was die Zeit der Pariser Fronde beendete. Die Bastille kam daraufhin wieder unter königliche Kontrolle.
Die Fronde in der Provinz, insbesondere in der Region um Bordeaux, ging jedoch im Sommer 1653 weiter, als die spanische Flotte in die Seeschlacht bei Bordeaux verwickelt wurde.